# Suurküla (Põlva)
Suurküla es una localidad situada en el municipio de Põlva, en el condado de Põlva, Estonia. Según el censo de 2021, tiene una población de 67 habitantes.
Está ubicada en el centro del condado, cerca de los ríos Ora y Ahja (cuenca hidrográfica del Emajõgi) y de la frontera con el condado de Tartu.